# Ulica Tadeusza Czackiego w Warszawie
Ulica Tadeusza Czackiego – ulica w dzielnicy Śródmieście w Warszawie, biegnąca od ul. Świętokrzyskiej do ul. Romualda Traugutta.

## Historia
Ulicę, nazywaną do roku 1884 Włodzimierską na cześć Włodzimierza I Wielkiego, wytyczono w roku 1866 na gruntach należących wcześniej do księży misjonarzy. Obecna nazwa ulicy została nadana w październiku 1916.
Poza epizodycznie istniejącym drewnianym teatrzykiem Rappo pierwszymi zabudowaniami ulicy były: gmach Banku Handlowego, przyporządkowany numeracji ul. Traugutta, trzypiętrowa kamienica projektowana przez Juliana Ankiewicza, oraz pałac Natansonów, mieszczący również bank należący do tej rodziny.
Wśród obiektów wzniesionych w pierwszym dziesięcioleciu istnienia ulicy wyróżniała się kamienica pod numerem 23, z wystrojem rzeźbiarskim autorstwa Faustyna Cenglera.
W latach 1878–1880 przy ulicy wybudowano gmach Towarzystwa Kredytowego Miasta Warszawy, zaprojektowany również przez Juliana Ankiewicza. W tym czasie przy ul. Czackiego powstało też kilka kamienic o starannym, neorenesansowym wystroju fasad; w latach 1882–1884 na posesji Adolfa Szmidta przebito w celach spekulacyjnych ślepy zaułek – obecną ul. Dowcip. Ostatnim budynkiem wzniesionym przy ulicy Czackiego był gmach Stowarzyszenia Techników (obecnie Naczelnej Organizacji Technicznej), wybudowany według projektu Jana Fijałkowskiego w latach 1903–1905.
Ulica zamieszkiwana przed wojną przez zamożnych lokatorów. Była częścią finansowego „city”, tworzącego się przed wojną wokół placu Wareckiego, obecnego placu Powstańców Warszawy.
W 1939 zniszczeniu uległa cała zabudowa narożnika u zbiegu z ul. Świętokrzyską, pozostałe obiekty uległy spaleniu po upadku powstania warszawskiego.
Krótko po wojnie rozebrano wypalony pałac Natansonów, oraz kilka kamienic. Z całej zabudowy przetrwały jedynie gmachy Towarzystwa Kredytowego Miasta Warszawy i Stowarzyszenia Techników.